# Depressizona exorum
Depressizona exorum is een slakkensoort uit de familie van de Depressizonidae. De wetenschappelijke naam van de soort is voor het eerst geldig gepubliceerd in 2003 door Geiger.